# Balance des marchandises
La balance des marchandises est la différence entre la somme des biens exportés et la somme des biens importés d'un pays.
La balance des marchandises sert à calculer la balance des biens et services.